# Umbul Tanjung
Umbul Tanjung is een bestuurslaag in het regentschap Serang van de provincie Banten, Indonesië. Umbul Tanjung telt 4527 inwoners (volkstelling 2010).